# جيل ماكيني
جيل ماكيني ((بالإنجليزية:  Gil McKinney)‏)؛ (5 فبراير 1979 – ) هو ممثل وكاتب أميريكي. من أشهر أعماله شخصيته كدكتور بول جرادي في مسلسل إي آر، ودور ديريك بيشوب في مسلسل أضواء ليلة الجمعة، وبدور الأمير إيرك في كان يا ما كان، وصوت جاك كيلسو في لعبة الفيديو إل أيه نوار.

## نشأته
ولدّ ماكيني في هيوستن، تكساس، وتخرج سنة 1997 من مدرسة انغلتون الثانوية في انغلتون، التحق بعد ذلك بجامعة كاليفورنيا الجنوبية، وتحصل على درجة البكالوريوس بالفنون سنة 2001.

## فيلموغرافيا

### أفلام
| السنة | العنوان           | الدور           |
| ----- | ----------------- | --------------- |
| 2003  | زواحف جيبرز 2     | عضو فريق        |
| 2009  | الحقد 3           | ماكس            |
| 2012  | هتشكوك            | مراسل           |
| 2014  | يتصرفون بشكل خاطى | الضابط جو تاكيت |

### تلفزيون
| السنة     | العنوان           | الدور        | ملاحظات                         |
| --------- | ----------------- | ------------ | ------------------------------- |
| 2007-2009 | إي آر             | د. بول جرادي | 23 حلقة                         |
| 2008      | سي آي أي          | مارتن ديلفن  | حلقة واحدة                      |
| 2010-2011 | أضواء ليلة الجمعة | ديريك بيشوب  | ست حلقات                        |
| 2013-2014 | خارق للطبيعة      | هنري وينشستر | حلقتان                          |
| 2014      | الجميلة والوحش    | النقيب لويس  | الحلقة العشرون من الموسم الثاني |

### صوت
| السنة | العنوان     | الدور     | ملاحظة     |
| ----- | ----------- | --------- | ---------- |
| 2011  | إل أيه نوار | جاك كيلسو | لعبة فيديو |

## روابط خارجية
- جيل ماكيني على موقع IMDb (الإنجليزية)
- جيل ماكيني على موقع ألو سيني (الفرنسية)
- جيل ماكيني على موقع أول موفي (الإنجليزية)
- جيل ماكيني على موقع ديسكوغز (الإنجليزية)
- جيل ماكيني على موقع قاعدة بيانات الفيلم (الإنجليزية)
- جيل ماكيني على موقع كينوبويسك (الروسية)